# Guardiaregia
Guardiaregia község (comune) Olaszország Molise régiójában, Campobasso megyében.

## Fekvése
A megye délnyugati részén fekszik, a Monte Mutria lábánál. Határai: Campochiaro, Cusano Mutri, Piedimonte Matese, Pietraroja, San Giuliano del Sannio, Sepino és Vinchiaturo.

## Története
A települést a 10. században alapították. Hosszú ideig a Bojanói Grófság része volt, majd a 17. századtól kezdődően királyi birtok lett. A 19. században nyerte el önállóságát, amikor a Nápolyi Királyságban felszámolták a feudalizmust.

## Népessége
A népesség számának alakulása:

## Főbb látnivalói
- San Nicola-templom